# Magdalena Łuczak (biolog)
Magdalena Łuczak – polska biolog, pracownik naukowy Instytutu Chemii Bioorganicznej PAN, gdzie kieruje Zakładem Proteomiki Biomedycznej i pełni funkcję  Zastępcy Dyrektora ds. Naukowych. Specjalizuje się w biologii molekularnej, proteomice i spektrometrii mas.
Członek Rady Naukowej ICHB PAN oraz Komitetu Biotechnologii PAN.

## Życiorys
W 2006 r. obroniła rozprawę doktorską pt. Analiza proteomiczna ścian komórkowych roślin wykonaną pod kierunkiem prof. Przemysława Wojtaszka na Wydziale Biologii UAM. Stopień doktora habilitowanego nauk biologicznych uzyskała w 2017 r., również na Wydziale Biologii UAM, na podstawie pracy pt. Identyfikacja molekularnych mechanizmów progresji miażdżycy w przewlekłej chorobie nerek. W grudniu 2023 r. objęła funkcję Zastępcy Dyrektora ds. Naukowych ICHB PAN. W 2023 została odznaczona Srebrnym Krzyżem Zasługi.

## Projekty badawcze
Kierowane projekty badacze finansowane przez Narodowe Centrum Nauki:
- Analiza proteomu osocza krwi w przewlekłej chorobie nerek w kontekście postępującej choroby-sercowo-naczyniowej (OPUS 3; 2013–2016)
- Poszukiwanie molekularnych mechanizmów progresji miażdżycy w przewlekłej chorobie nerek (OPUS 10; 2016–2021)
- Kompleksowa analiza fosfoproteomiczna komórek NKT w kontekście roli mechanizmów fosforylacji w progresji miażdżycy w przewlekłej chorobie nerek (OPUS 22; od 2022)